# Лордон, Фредерик
Фредерик Лордон (15 января 1962) — французский экономист, социолог, философ, главный научный сотрудник «Национального центра научных исследований», директор по исследованиям «Европейского центра социологии и политических наук» в Париже, левый активист. Был одним из инициаторов и идеологов французского движения «Ночное стояние».

## Образование и профессиональная деятельность
Учился в Национальной школе мостов и дорог, где получил степень в 1985 году. В 1987 году окончил «Institut Supérieur des Affaires».
Преподает в Высшей школе социальных наук в Париже.
С 2004 года работает директором по исследованиям французского Национального центра научных исследований.

## Политическая и экономическая мысль
Хотя в начале своей карьеры Лордон считался связанным с французской «школой регулирования», затем он перешёл к гораздо более радикальной «неоленинистской» позиции. Отстаивает видение коммунизма как альтернативы капитализму в книгах, статьях и выступлениях в СМИ. Участвовал в проекте по переосмыслению социальных наук в материализме, вдохновлённом Спинозы, ввёл в политэкономию спинозистские концепции (конатус). В работе «Капитализм, желание и рабство» (Capitalisme, désir et servitude) предлагает объединить «марксистское понимание наемного труда со спинозовской антропологией страстей». После критической рецензии Фредерика Лордона на «Капитал в XXI веке» Тома Пикетти они провели публичную дискуссию на телевидении.

## Статьи, переведенные на украинский
- Левые не могут умереть // Спільне. — 9 октября 2014.
- Вместе с Пикетти капитал может спать спокойно // Спільне. — 16 марта 2018

## Статьи, переведенные на русский
- Ленинизм сегодня // Центр политического анализа. — 08 октября 2021